# Acacia laxa
Acacia laxa é uma espécie de leguminosa do gênero Acacia, pertencente à família Fabaceae.